# Anabarhynchus kosciuskoenis
Anabarhynchus kosciuskoenis är en tvåvingeart som beskrevs av Mann 1933. Anabarhynchus kosciuskoenis ingår i släktet Anabarhynchus och familjen stilettflugor. Inga underarter finns listade i Catalogue of Life.